# Atalante (1741)
Pour les autres navires du même nom, voir Atalante (navire).
L'Atalante était une frégate portant 34 canons construite à Toulon. à partir du 1er novembre 1740 par Joseph Véronique Charles (1716- 1791), et lancée le 15 mars 1741. Ce bâtiment était commandé par le capitaine Louis Charles du Chaffault de Besné lors de la campagne des Antilles dans la flotte de comte d'Aubigny en mars 1756. Il fut détruit en 1760, pendant la guerre de Sept Ans.

## La carrière du navire pendant la guerre de Sept Ans
En 1756, la guerre de Sept Ans éclate entre la France et l'Angleterre. Le 11 mars 1756 au matin, après quarante-trois jours de traversée, alors que Du Chaffault commande L’Atalante dans la division du comte d'Aubigny. Cette division est alors composée de trois bâtiments : le Prudent, de 74 canons, commandé par le comte d'Aubigny, L’Atalante, de 34 canons, commandée par Du Chaffault, et le Zéphyre commandé par Latouche-Tréville. Sur les atterrages de la Martinique, du Chaffault signale au chef de Division la présence d'un trois mats d'aspect militaire. D'Aubigny lui donne l'ordre de le chasser. L’Atalante poursuit alors le Warwick, vaisseau anglais de 60 canons commandé par Molyneux Shuldham. Le Prudent et le Zéphyre suivent de loin et n'interviendront pas.
L’Atalante se rapproche du Warwick par tribord. Le vaisseau anglais Warwick arme ses canons de tribord, prêts à tirer et pulvériser l'Atalante lorsqu'elle passera à bonne hauteur sur sa droite. Contre toute attente, du Chaffault donne l'ordre d'armer également tous ses canons du flanc droit. Les marins ne comprennent pas, voyant l'ennemi se présenter sur leur gauche. Et, lorsque l'Atalante n'est plus qu'à une demi portée de canon, dans une manœuvre rapide et précise, du Chaffault modifie sa trajectoire pour venir se positionner à l'arrière gauche du Warwick. L'Atalante, située ainsi dans l'angle mort du Warwick, ouvre le feu. Puis L’Atalante remonte à hauteur du vaisseau anglais. Celui-ci n'a pu riposter, car ses canons à bâbord n'étaient pas armés compte tenu de soudaineté de la manœuvre de L’Atalante. Celle-ci peut donc recharger sans être inquiétée et fait à nouveau feu, endommageant fatalement le gréement du Warwick. Le vaisseau anglais gagna au large avec de graves avaries ; puis, rejoint bientôt par la frégate, il amena son pavillon. L’Atalante remporte cette victoire sous les yeux de la division d'Aubigny, qui est demeurée spectatrice de la lutte sans y prendre part (11 mars 1756). Le lendemain, le Warwick est ramené à Fort-Royal. La division rentre en France.
En 1759, l’Atalante quitte Rochefort le 25 mars, commandée par le capitaine Jean Vauquelin de Dieppe. Elle participe à la défense de Québec. Échouée à la Pointe-aux-Trembles, elle est brûlée par les Anglais le 17 mai 1760 à la Bataille de Neuville, lors de la campagne canadienne de la guerre de Sept Ans.